# بهرام آباد (قلعة خواجة)
بهرام آباد (بالفارسية: بهرام‌آباد) هي منطقة سكنية تقع في إيران في قسم قلعة خواجة الريفي. يقدر عدد سكانها بـ 58 نسمة .